# Paramartyria maculatella
Paramartyria maculatella là một loài bướm đêm thuộc họ Micropterigidae. Nó được Issiki miêu tả năm 1931. Nó được tìm thấy ở Đài Loan.